# かしましやでェ!
『かしましやでェ!』は、1970年4月19日から同年7月12日まで日本テレビで放送されていたバラエティ番組である。ヤクルト本社の一社提供。放送時間は毎週日曜 13:45 - 14:00 （日本標準時）。

## 概要
かしまし娘の冠番組で、彼女たちが一般からの参加者たちとともに歌やゲームやコントを展開。『桃太郎』や『白雪姫』のように誰もが知っている物語をかしまし娘が独特のタッチで演じ、それに視聴者からのリクエストやゲームなどを織り込んでいた。